# Jaffle
Un jaffle est un sandwich grillé coupé au milieu et dont les bords sont refermés. Populaire en Afrique du Sud ainsi que dans toute l’Australie, le jaffle peut être défini comme la variante d'un sandwich toast. 

## Histoire
L'invention du premier sandwich jaffle intervient en Australie en 1949, de la part du Dr Earnest Smithers habitant à Bondi. Sa machine en fonte à griller des sandwichs connut un vif succès à compter des années 1950. En 1974, sa société put introduire la première machine électrique à jaffles de Breville connu sous le nom de « Grille-pain à sandwich Breville Snack N » et la vendre à 400 000 exemplaires dès la première année de commercialisation. 

## Caractéristiques
Les jaffle makers ou machines à jaffles permettent de créer deux poches de sandwich grillés, individuellement scellées, afin d'éviter le mélange ou la dispersion de la garniture du sandwich. 
En Australie, les sandwichs jaffles peuvent notamment être garnis  au fromage et aux haricots cuits au four. 
En Afrique du Sud, la garniture privilégie le hachis au curry et au riz.